# Kristjan Asllani
Kristjan Asllani (Elbasan, Albania, 9 de marzo de 2002) es un futbolista albanés que juega en la demarcación de centrocampista en el Inter de Milán de la Serie A.

## Trayectoria
Empezó a formarse como futbolista en la cantera del Empoli F. C. Después de varias temporadas en las categorías inferiores del club, finalmente debutó con el primer equipo el 13 de enero de 2021 en un encuentro de la Copa Italia contra el S. S. C. Napoli, partido que finalizó con un marcador de 3-2 a favor del conjunto napolitano. Su debut en la Serie A se produjo el 22 de septiembre de 2021 contra el Cagliari Calcio. Tras un año en la máxima categoría del fútbol italiano, en junio de 2022 fue cedido al Inter de Milán.

## Selección nacional
El 26 de marzo de 2022 debutó con la selección de Albania en un amistoso ante España que terminó con triunfo español por dos goles a uno. En el mes de noviembre de ese mismo año consiguió su primer gol en otro amistoso ante Armenia.

### Participaciones en Eurocopas
| Copa          | Sede     | Resultado    | Partidos | Goles |
| ------------- | -------- | ------------ | -------- | ----- |
| Eurocopa 2024 | Alemania | Primera fase | 3        | 0     |

## Estadísticas

### Clubes
Actualizado al último partido disputado el 30 de junio de 2025.
| Club                    | Div.          | Temporada     | Liga  | Liga  | Copas nacionales | Copas nacionales | Copas internacionales | Copas internacionales | Total | Total |
| Club                    | Div.          | Temporada     | Part. | Goles | Part.            | Goles            | Part.                 | Goles                 | Part. | Goles |
| ----------------------- | ------------- | ------------- | ----- | ----- | ---------------- | ---------------- | --------------------- | --------------------- | ----- | ----- |
| Empoli F. C. · Italia   | 2.ª           | 2020-21       | 0     | 0     | 1                | 0                | —                     | —                     | 1     | 0     |
| Empoli F. C. · Italia   | 1.ª           | 2021-22       | 23    | 1     | 3                | 0                | —                     | —                     | 26    | 1     |
| Empoli F. C. · Italia   | Total club    | Total club    | 23    | 1     | 4                | 0                | 0                     | 0                     | 27    | 1     |
| Inter de Milan · Italia | 1.ª           | 2022-23       | 20    | 0     | 4                | 0                | 5                     | 0                     | 29    | 0     |
| Inter de Milan · Italia | 1.ª           | 2023-24       | 23    | 1     | 2                | 0                | 6                     | 0                     | 31    | 1     |
| Inter de Milan · Italia | 1.ª           | 2024-25       | 22    | 2     | 5                | 1                | 12                    | 0                     | 39    | 3     |
| Inter de Milan · Italia | Total club    | Total club    | 65    | 3     | 11               | 1                | 23                    | 0                     | 99    | 4     |
| Total carrera           | Total carrera | Total carrera | 88    | 4     | 15               | 1                | 23                    | 0                     | 126   | 5     |

## Palmarés

### Campeonatos nacionales
| Título              | Club           | País   | Año  |
| ------------------- | -------------- | ------ | ---- |
| Serie B             | Empoli F. C.   | Italia | 2021 |
| Supercopa de Italia | Inter de Milán | Italia | 2022 |
| Copa Italia         | Inter de Milán | Italia | 2023 |
| Supercopa de Italia | Inter de Milán | Italia | 2023 |
| Serie A             | Inter de Milán | Italia | 2024 |